# Vezdekhod
El Vezdekhod (del ruso: Вездеход) fue el primer tanque  creado por el Imperio ruso. La palabra Vezdekhod significa “aquel que va todas partes" o "vehículo todoterreno". Sin embargo, debido a algunos problemas de diseño, simplemente quedó como un prototipo. 

## Diseño
En agosto de 1914, Aleksandr Porokhovschikov, un diseñador de aviones de 23 años, propuso construir un vehículo todoterreno. Los planos y la tasación se completaron en enero de 1915, y el 13 del mismo mes se aprobó la construcción del tanque. El proyecto estaba a cargo del coronel Poklevskij-Kozello.
El Vezdekhod tenía chasis soldado sobre una única oruga hecha con tejido cauchutado extendido sobre los cuatro tambores; un quinto tambor tensionaba la oruga por encima. La oruga tenía dos ruedas pequeñas a los lados que podían descender para dirigir el tanque controlado con un volante. El tanque se propulsaba con un motor a nafta de 10 hp. Porokhovščikov quería que el Vezdekhod funcionara sobre el tambor trasero, con las ruedas en terrenos firmes y sobre la oruga en tierras blandas. Las pruebas automotrices preliminares comenzaron en 18 de marzo. 

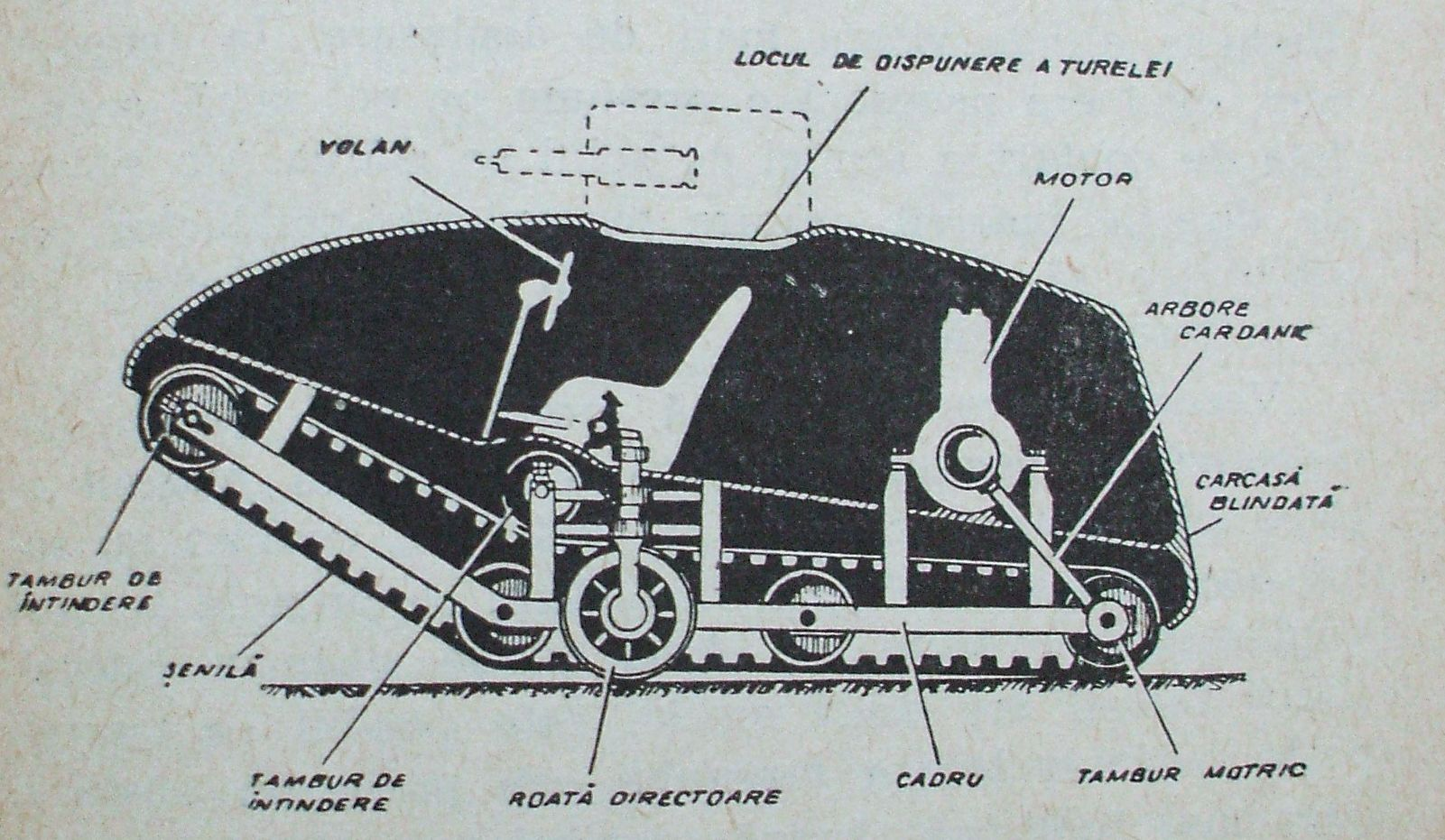
Dibujo técnico de un tanque Vezdekhod.

La construcción del prototipo comenzó en febrero de 1915. Las primeras pruebas se llevaron a cabo en mayo en caminos asfaltados y continuaron hasta fines de ese año. En las pruebas todoterreno se comprobó que el Vezdekhod era capaz de alcanzar una velocidad de 40 verst por hora (26,5 mph) con peso de blindaje simulado, pero resultó imposible de conducir utilizando las ruedas suministradas para dicho propósito. Por ende, el proyecto fue rechazado y el Departamento Técnico Militar prohibió trabajos adicionales luego de diciembre de 1915.
Se puede debatir el funcionamiento real del Vezdekhod, pero el informe número 4563 afirma lo siguiente: “Vezdekhod parece ser una idea razonable y práctica. Puede alcanzar una velocidad de 16,57 mph, subir una pendiente de 40 grados de inclinación; atravesar una trinchera de tres metros de ancho y un obstáculo vertical de 3 o 4 metros. Superó grandes hoyos y superficies irregulares en todas las pruebas realizadas. El Vezdekhod se conduce fácilmente a gran velocidad y dobla satisfactoriamente. En conclusión, el Vezdekhod atraviesa terrenos y obstáculos intransitables para vehículos convencionales”.
El proyecto se volvió a retomar en octubre de 1916, pero no hubo avances.

## Historia
Los anteproyectos originales y las supuestas fotografías se perdieron, quizás a causa de la Revolución de 1917. Porokhovščikov sostuvo que el Vezdekhod fue el primer tanque legítimo, luego de que los periódicos de Rusia publicaran noticias sobre los tanques británicos en la Primera Guerra Mundial. Después de la Revolución, la propaganda soviética promocionó la idea que el Vezdekhod fue el primer tanque.